# Колфакс (Вісконсин)
Колфакс (англ. Colfax) — селище (англ. village) в США, в окрузі Данн штату Вісконсин. Населення — 1182 особи (2020).

## Географія
Колфакс розташований за координатами 44°59′52″ пн. ш. 91°43′36″ зх. д. / 44.99778° пн. ш. 91.72667° зх. д. (44.997886, -91.726774).  За даними Бюро перепису населення США в 2010 році селище мало площу 3,66 км², з яких 3,58 км² — суходіл та 0,08 км² — водойми.

## Демографія
Згідно з переписом 2010 року, у селищі мешкало 1158 осіб у 478 домогосподарствах у складі 291 родини. Густота населення становила 316 осіб/км².  Було 524 помешкання (143/км²).
Расовий склад населення:
| - 97,2 % — білих - 0,6 % — корінних американців - 0,3 % — чорних або афроамериканців |

До двох чи більше рас належало 1,7 %. Частка іспаномовних становила 1,7 % від усіх жителів.
За віковим діапазоном населення розподілялося таким чином: 24,4 % — особи молодші 18 років, 54,0 % — особи у віці 18—64 років, 21,6 % — особи у віці 65 років та старші. Медіана віку мешканця становила 41,8 року. На 100 осіб жіночої статі у селищі припадало 83,8 чоловіків;  на 100 жінок у віці від 18 років та старших — 81,0 чоловіків також старших 18 років.
Середній дохід на одне домашнє господарство  становив 53 260 доларів США (медіана — 42 750), а середній дохід на одну сім'ю — 61 240 доларів (медіана — 59 861). Медіана доходів становила 41 106 доларів для чоловіків та 35 833 долари для жінок. За межею бідності перебувало 15,8 % осіб, у тому числі 14,2 % дітей у віці до 18 років та 26,4 % осіб у віці 65 років та старших.
Цивільне працевлаштоване населення становило 505 осіб. Основні галузі зайнятості: освіта, охорона здоров'я та соціальна допомога — 27,7 %, виробництво — 16,8 %, роздрібна торгівля — 11,5 %, науковці, спеціалісти, менеджери — 9,1 %.